# Berolle
Berolle ist eine politische Gemeinde im Distrikt Morges des Kantons Waadt in der Schweiz.

## Geographie
Berolle liegt auf 760 m ü. M., 14 km westnordwestlich der Bezirkshauptstadt Morges (Luftlinie). Das Haufendorf erstreckt sich am Jurasüdfuss, an aussichtsreicher Lage leicht erhöht über dem Jurafussplateau.
Die Fläche des 9,6 km² grossen Gemeindegebiets umfasst einen Abschnitt am Jurasüdhang. Der Gemeindeboden erstreckt sich von der Ebene des Jurafussplateaus im Bereich des Quellgebietes des Veyron nach Nordwesten über den dicht bewaldeten Steilhang (Côte de Berolle) bis auf die Antiklinale des Mont Tendre. Dem Mont Tendre südöstlich vorgelagert ist der Crêt de Mondisé (1525 m ü. M.), nordwestlich davon folgen eine kleine Senke und dann der eigentliche Kamm des Mont Tendre, an dessen Südhang mit 1600 m ü. M. der höchste Punkt von Berolle erreicht wird. Im Bereich von Pré de Ballens und Druchaux befinden sich ausgedehnte Jurahochweiden mit mächtigen Fichten, die entweder einzeln oder in Gruppen stehen. Von der Gemeindefläche entfielen 1997 3 % auf Siedlungen, 61 % auf Wald und Gehölze, 35 % auf Landwirtschaft und etwas weniger als 1 % war unproduktives Land.
Zu Berolle gehören die Weiler Grattalau (780 m ü. M.), Les Molliettes (754 m ü. M.) und La Verrière (763 m ü. M.), alle nahe beim Dorf gelegen, sowie einige Einzelhöfe. Nachbargemeinden von Berolle sind Bière, Ballens, Mollens, Montricher und Le Chenit.

## Bevölkerung
Mit 304 Einwohnern (Stand 31. Dezember 2023) gehört Berolle zu den kleinen Gemeinden des Kantons Waadt. Von den Bewohnern sind 92,9 % französischsprachig, 1,9 % italienischsprachig und 1,9 % deutschsprachig (Stand 2000). Die Bevölkerungszahl von Berolle belief sich 1850 auf 244 Einwohner, 1900 auf 255 Einwohner. Nachdem die Bevölkerung bis 1970 auf 128 Einwohner abgenommen hatte, wurde seither wieder eine deutlich steigende Tendenz verzeichnet.

## Wirtschaft
Berolle ist noch heute ein vorwiegend durch die Landwirtschaft geprägtes Dorf, wobei der Ackerbau am Jurafuss überwiegt, während auf den Hochlagen im Jura Viehzucht und Milchwirtschaft betrieben wird. Weitere Arbeitsplätze sind im lokalen Kleingewerbe und im Dienstleistungssektor vorhanden. In La Verrière gab es von 1730 bis 1750 eine Glashütte. Da sich Berolle in den letzten Jahrzehnten auch zur Wohngemeinde entwickelt hat, sind viele Erwerbstätige Wegpendler.

## Verkehr
Die Gemeinde liegt an der Kantonsstrasse, die von Bière entlang dem Jurafuss nach L’Isle führt. Durch den Postautokurs, der von L’Isle via Bière nach Gimel verkehrt, ist Berolle an das Netz des öffentlichen Verkehrs angebunden.

## Geschichte
Spuren einer römischen Siedlung und Gräber aus der Burgunderzeit weisen auf eine frühe Besiedlung des Gemeindegebietes hin. Die erste urkundliche Erwähnung des Ortes erfolgte 1235 unter dem Namen Birula. Später erschienen die Schreibweisen Berola, Birola (1278), Byrolaz (1322) und Birolaz (1453). Der Ortsname geht auf die Verkleinerungsform des altfranzösischen Wortes berrie (Ebene) zurück.
Seit dem Mittelalter bestand eine kleine Herrschaft Berolle, die dem Kloster Romainmôtier gehörte. Vom 16. Jahrhundert an gehörte die Herrschaft Berolle der Familie von Steiger, dann den Lavigny und Georges-Tobie de Thellusson. Letzter Herr war der französisch-schweizerische Bankier und Finanzminister Jacques Necker. 
Mit der Eroberung der Waadt durch Bern im Jahr 1536 kam Berolle unter die Verwaltung der Vogtei Morges. Nach dem Zusammenbruch des Ancien Régime gehörte das Dorf von 1798 bis 1803 während der Helvetik zum Kanton Léman, der anschliessend mit der Inkraftsetzung der Mediationsverfassung im Kanton Waadt aufging. 1798 wurde es dem Bezirk Aubonne zugeteilt.

## Sehenswürdigkeiten
Der heutige Bau der 1397 erwähnten Pfarrkirche stammt von 1834. Der Dorfbrunnen wurde aus einem Findling, der den Namen Pierre Pétille trug, gehauen.